# Кастель-Болоньезе
Кастель-Болоньезе (итал. Castel Bolognese) —  коммуна в Италии, располагается в области Эмилия-Романья, подчиняется административному центру Равенна.
Население составляет 9006 человек, плотность населения составляет 257 чел./км². Занимает площадь 32 км². Почтовый индекс — 48014. Телефонный код — 0546.
Покровителем коммуны почитается святой Петроний (San Petronio), празднование в Духов день.

## Известные уроженцы
- Антолини, Джованни Антонио (1756—1841) — итальянский архитектор.